# اوکوچیم
اوکوچیم (به لهستانی:  Okocim) یک روستا در لهستان است که در گمینا بژسکو واقع شده‌است. اوکوچیم ۱٬۹۰۰ نفر جمعیت دارد.